# Wonder Woman 1984
A Wonder Woman 1984 2020-ban bemutatott amerikai szuperhősfilm a DC Comics azonos nevű karakterével a középpontban, amely a 2017-es Wonder Woman folytatása, valamint sorban a 9. film a DC-moziuniverzumban. Wonder Woman karaktere 4. alkalommal látható a moziuniverzumon belül a Batman Superman ellen – Az igazság hajnala, a már említett Wonder Woman és Az Igazság Ligája után. A film forgalmazója a Warner Bros., rendezője az első részhez hasonlóan Patty Jenkins, forgatókönyvírói Jenkins, Geoff Johns és David Callaham. A cím- és főszereplőt Gal Gadot alakítja, a további fontosabb szerepekben Chris Pine, Kristen Wiig, Pedro Pascal, Connie Nielsen és Robin Wright lesznek láthatóak. A zeneszerző Hans Zimmer.
A Wonder Woman 1984 ötlete az első részt követően, 2017 nyarán merült fel, a forgatás 2018. június 13-án kezdődött és 2018. december 22-én ért véget. A film kijelölt bemutatója az Egyesült Államokban 2020. december 25. (eredetileg 2019 novembere lett volna, ezt azonban fél évvel elhalasztották 2020. június 5-re, majd a 2020 elején kitört koronavírus-járvány miatt előbb augusztus 14-re, később október 2-re, majd pedig december 25-re), a magyar bemutató 2021. április 1-én volt az HBO Go kínálatában.

## Cselekmény
A film 1984-ben játszódik, Diana visszavonultan éli az életét, aki a Smithsonian Intézet múzeumában kamatoztatja sokoldalú tudását, de ez nem akadályozza abban, hogy időről időre szuperhősként bűnözőket csípjen fülön. Mikor a múzeumba több lefoglalt tárgy érkezik bevizsgálásra, köztük van egy látszólag értéktelen kristály is, ami a latin nyelvű foglalata szerint olyan kívánságkő, ami bárki kivánságát teljesíti, aki megérinti. Jól tudja ezt a kő után régóta kutató Max Lord, egy magát olajmágnásnak beállító szélhámos is, aki a kőtől reméli az élete egyenesbe jövését. Ugyanakkor Diana és egy önbizalomhiányos új kolléganője, Barbara Minerva is kíván a kőtől, mit sem gondolva arra, hogy a kívánságuk valóra is válhat: Dianaé, hogy szerelme, Steve Trevor éljen, Barbaráé pedig, hogy olyan magabiztos legyen, mint Diana. Közben Max Lord magát a múzeum mecénásának beállítva beférkőzik Barbara bizalmába, és azt kihasználva ellopja a követ. Ő viszont azt kívánja, hogy váljon azzá, ami a kő, vagyis a kívánságok teljesítőjévé. Miután Diana találkozik Steve-vel nagyon boldog, de érzi, hogy ez nem lehet normális dolog. Barbara viszont élvezi, hogy nem az a jelentéktelen személy többé, aki eddig volt. Lord is elintézi, hogy egy korábbi üzlettársa kívánsága nyomán az olajtársasága valódi olajat is kitermeljen és sikeres legyen. Diana rájön, hogy a kő isteni eredetű, vagyis tényleg képes arra, amire a felirata utalt, ezért vissza akarja szerezni, csakhogy a képesség már Lordra szállt, aki nyakló nélkül teljesíti mindenki kívánságát a saját céljai szerint. A kő által teljesített kívánságoknak azonban ára van, miközben a világ azok miatt egyre nagyobb káoszba kezd süllyedni, ami a hidegháború idején atomcsapással is fenyeget. Dianára vár a feladat, hogy valahogy megpróbálja visszacsinálni mindazt, ami történik, miközben korábbi kolléganőjével, az időközben Gepárddá vált Barbarával is meg kell küzdenie, akinek esze ágában sincs lemondani új személyiségéről.

## Szereplők
| Szereplő                               | Színész                 | Magyar hang                        |
| -------------------------------------- | ----------------------- | ---------------------------------- |
| Diana Prince / Wonder Woman            | Gal Gadot               | Horváth Lili                       |
| Diana Prince / Wonder Woman            | Lilly Aspell (fiatalon) | Dolmány-Bogdányi Korina (fiatalon) |
| Steve Trevor                           | Chris Pine              | Zámbori Soma                       |
| Barbara Ann Minerva / Cheetah (Gepárd) | Kristen Wiig            | Mezei Kitty                        |
| Hippolyta                              | Connie Nielsen          | Tóth Enikő                         |
| Antiope                                | Robin Wright            | Ullmann Zsuzsa                     |
| Maxwell "Max" Lord                     | Pedro Pascal            | Rátóti Zoltán                      |
| Carol, munkatárs                       | Natasha Rothwell        | Nádasi Veronika                    |
| Babajide                               | Ravi Patel              | Kardos Róbert                      |
| Raquel                                 | Gabriella Wilde         | Bálizs Anett                       |
| Jóképű férfi                           | Kristoffer Polaha       | Crespo Rodrigo                     |
| Alistair                               | Lucian Perez            | Kovács András Bátor                |
| Emir Said Bin Abydos                   | Amr Waked               | Kőrösi András                      |
| Simon Stagg                            | Oliver Cotton           | Forgács Gábor                      |
| Jake                                   | Kelvin Yu               | Bercsényi Péter                    |
| Roger, munkatárs                       | Asim Chaudhry           | Kapácsy Miklós                     |
| Az Egyesült Államok elnöke             | Stuart Milligan         | Harsányi Gábor                     |
| Asztéria                               | Lynda Carter            | Szórádi Erika                      |

## Visszhang
A kritikák vegyesen fogadták a filmet, kiemelték, hogy a filmnek nincs igazán egyértelmű, karizmatikus antagonistája, akivel a főhős felvehetné a harcot, és emiatt nem is igazán vannak látványos összecsapások, mindez pedig azért lehet, mert a története egyfajta didaktikussággal az érdemtelenül megszerzett javak helytelenségere van felfűzve, amiben a negatív szereplők is inkább áldozatnak tűnnek, ezáltal túl sok az érzelmes vagy annak szánt jelenete, amitől időnként giccsbe is hajlik. A felelőtlenül kívánt kívánságok elcsépeltnek értékelt cselekménye ezen kívűl lassan építkezik, és noha mindig történik valami a főszereplőkkel, a bonyodalom, amitől beindulna a cselekmény csak sokára érkezik el, és akkor sem üt akkorát; sokminden pedig kidolgozatlan, nincs kellően megmagyarázva. Steve Trevor felbukkanását is esetlennek titulálták, aki ráadásul egy másik jóképű férfi testében találja magát, ami Dianát nem különösebben zavarja, mi több lefekszik vele, ami így akár „nemi erőszaknak” is beillik; Trevor karaktere pedig ezután is súlytalan marad. A színészek alakítását hol átlagosnak, hol – mint Pedro Pascalét – ripacskodónak, hol – mint Kristen Wiigét – jónak írták le. Hangsúlyoztak még a CGI túlzott használatát, ami leginkább Diana és Barbara/Cheetah végső párharcánál sikerült látványosan gyenge minőségűre. Összességében mindezek miatt gyengébbnek ítélték az előző filmhez képest, azonban azt is hozzátették, hogy minden dramaturgiai és színészi gyengeség ellenére szórakoztató film, kedvelhető szereplőkkel, de az elvárásnak, miszerint hogy a sikeresnek mondható 2017-es Wonder Woman filmnek méltó folytatása legyen nem sikerült eleget tennie.

## Fordítás
- Ez a szócikk részben vagy egészben  a   Wonder Woman 1984 című angol Wikipédia-szócikk ezen változatának fordításán alapul.  Az eredeti cikk szerkesztőit annak laptörténete sorolja fel. Ez a jelzés csupán a megfogalmazás eredetét és a szerzői jogokat jelzi, nem szolgál a cikkben szereplő információk forrásmegjelöléseként.